# Mitchell (cráter)

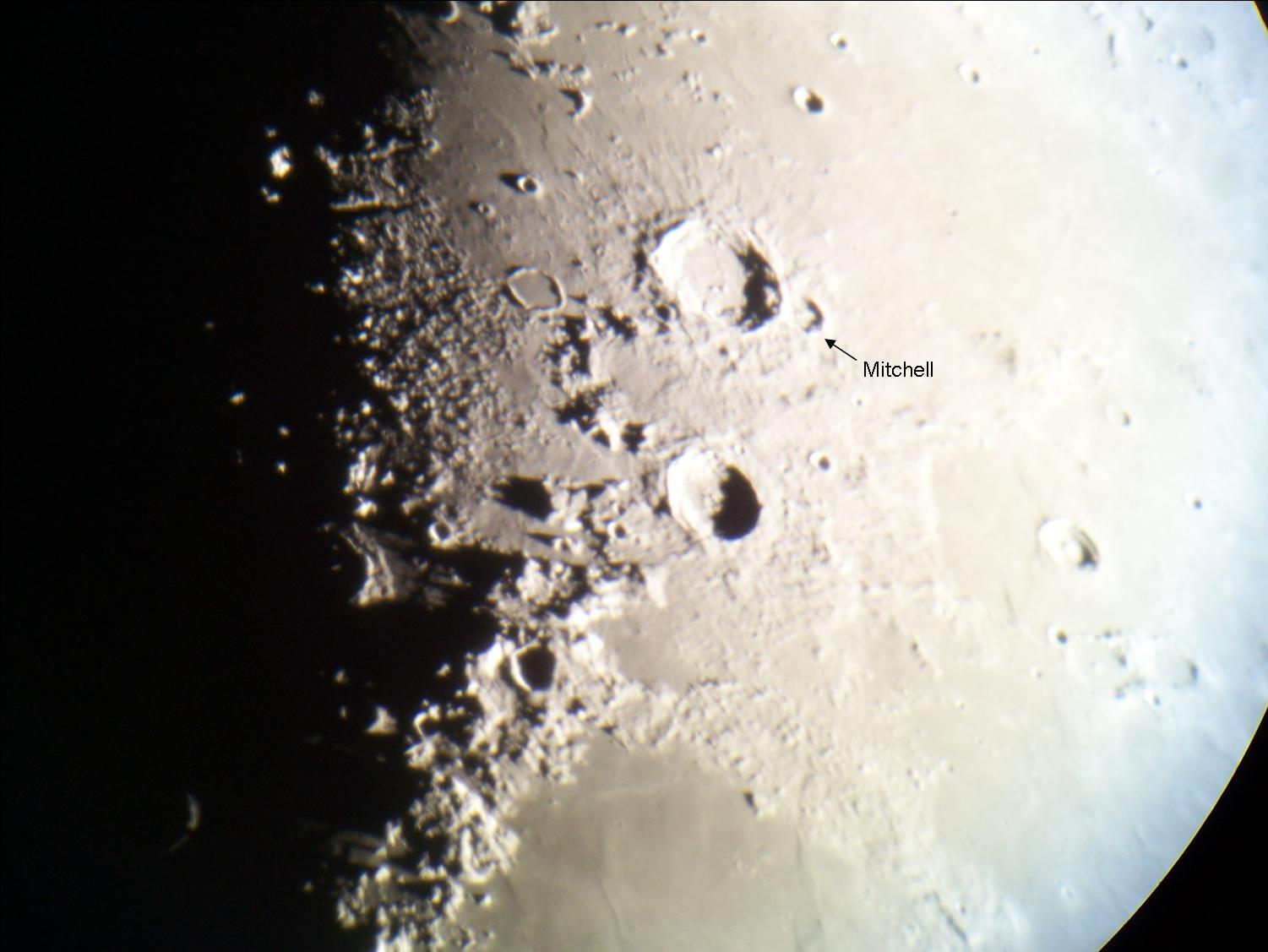
Ubicación del cráter lunar Mitchell

Mitchell es un cráter de impacto lunar que se une al borde este del cráter más grande y más prominente Aristóteles.
|  |  |

El suelo de Mitchell es áspero e irregular, con una suave elevación central, estando parcialmente lleno de los materiales eyectados desde Aristóteles, más reciente. Presenta una pequeña muesca en el borde sur, y la pared occidental ha sido completamente absorbida por el borde de Aristóteles.
El cráter debe su nombre a la astrónoma estadounidense Maria Mitchell (1818-1889).

## Cráteres satélite
Por convención estos elementos son identificados en los mapas lunares poniendo la letra en el lado del punto medio del cráter que está más cercano a Mitchell.
|          | \| Mitchell \| Coordenadas \| Diámetro \| \| -------- \| ---------------------------- \| -------- \| \| B \| 48°18′N 19°18′E / 48.3, 19.3 \| 6 km \| \| E \| 47°36′N 21°42′E / 47.6, 21.7 \| 8 km \| |          |
| Mitchell | Coordenadas | Diámetro |
| B        | 48°18′N 19°18′E / 48.3, 19.3 | 6 km     |
| E        | 47°36′N 21°42′E / 47.6, 21.7 | 8 km     |